# NASA
NASA (akronim od eng. National Aeronautics and Space Administration) je savezna civilna uprava SAD-a za zrakoplovna i svemirska istraživanja i razvoj, sa sjedištem u Washingtonu. Osnovana je 29. srpnja 1958. odlukom američkog predsjednika D. Eisenhowera. Naslijedila je državnu upravu za zrakoplovstvo NACA (eng. National Advisory Committee for Aeronautics), osnovanu 1915. Od svojih početaka NASA je vodila američke programe svemirskih istraživanja, od prvih američkih letova s ljudskom posadom (program Mercury; program Gemini) do leta ljudi na Mjesec (program Apollo) i misija raketoplana Space Shuttle. NASA je također predvodila istraživanja u komunikacijama (Telstar), meteorologiji, geologiji te drugim miroljubivim primjenama zemljinih umjetnih satelita. Bespilotne međuplanetarne letjelice brojnih NASA-inih programa (na primjer iz programa Mariner i programa Voyager) dale su obilje podataka o Sunčevu sustavu.

## Znanstveno-istraživački centri
- Ames Research Center, Moffett Field, Kalifornija
- Jet Propulsion Laboratory, Pasadena, Kalifornija
- Langley Research Center, Hampton, Virginia
- John H. Glenn Research Center, Lewis Field, Cleveland, Ohio
- Goddard Institute for Space Studies, New York
- Goddard Space Flight Center, Greenbelt, Maryland

## Eksperimentalna središta
- Ames Research Center, Moffett Federal Airfield
- Dryden Flight Research Center, Edwards Air Force Base
- Independent Verification and Validation Facility, Fairmont, West Virginia
- Langley Research Center, Hampton, Virginia
- John C. Stennis Space Center, kod Bay St. Louisa, Mississippi
- Wallops Flight Facility, Wallops Island, Virginia

## Konstrukcije i lansirni objekti
- Kennedy Space Center.George C. Marshall Space Flight Center, Huntevile, Alabama
- John F. Kennedy Space Center, Florida
- Lyndon B. Johnson Space Center, Houston, Teksas
- Michoud Assembly Facility, New Orleans, Louisiana
- White Sands Test Facility, Las Cruces, Novi Meksiko

## Projekt Deep Space
- Deep Space Network (DSN) stanice:
  - Goldstone Deep Space Communications Complex, Barstow, Kalifornija
  - Madrid Deep Space Communication Complex, Madrid, Španjolska
  - Canberra Deep Space Communication Complex, Canberra, Australija

## Muzeji i slični objekti
- United States Space & Rocket Center, Huntsville, Alabama
- Space Center Houston, Houston, Teksas
- Kennedy Space Center Visitor Complex, otok Merritt, Florida

## Povijest
Iako je američko istraživanje raketa do kraja Drugog svjetskog rata, u usporedbi s razvojem u Njemačkoj, bilo skromnih razmjera, solidna testna podloga bila je u to vrijeme uspostavljena. Tomu su doprinijela tri glavna, iako tek kasnije povezana čimbenika. Prvo su Goddardova istraživanja, drugo su istraživanja i rad Američkog interplanetarnog (kasnije raketnog) društva i treće su istraživanja pri Kalifornijskom institutu za tehnologiju.
Američko interplanetarno društvo ili AIS (engl. American Interplanetary Society) osnovali su 1930. Edward G. Pendray i David Lasser. Bilo je to prvo udruženje u Americi, koje je gradilo i iskušavalo rakete. Pendray je sa svojom ženom 1931. posjetio njemački raketni aerodrom u Berlinu, pa je po povratku u SAD odlučeno da će AIS, po uzoru na VfR, konstruirati vlastite rakete. Četiri godine nakon osnutka, 1934., udruženje mijenja ime u Američko raketno društvo ili ARS (engl. American Rocket Society) i počinje raditi na razvoju i popularizaciji raketne tehnike. Članovi tog udruženja 1941. stvaraju jezgru poduzeća "Reaction Motors", Inc., prve kompanije posvećene isključivo razvoju raketne tehnologije (JATO i testne rakete). 
Društvo uskoro počinje izdavati i svoje izvrsno glasilo pod naslovom "Jet Propulsion". Američko raketno društvo do danas je na čelu svih američkih raketnih udruženja. 1951. uključilo se u osnivanje Međunarodne astronautičke federacije, čiji su članovi postali mnogi ugledni raketni znanstvenici i koja je zastupala ideju miroljubivog i zajedničkog istraživanja svemira svih naroda svijeta. Jedan od temeljnih ciljeva federacije bilo je i povezivanje svih astronautičara, stvaranje međunarodnih centara za studije, istraživanje i ostvarenje leta u svemir. Međunarodnoj astronautičkoj federaciji pristupilo je 1954. i Astronautičko društvo Jugoslavije. Taj je pokret nesumnjivo doprinio razvoju civilnih svemirskih institucija i svemirskih programa, poput NASA-e, smirivanju međunarodnih napetosti vezanih uz razvoj i testiranje dalekometnih balističkih projektila, te široj međunarodnoj suradnji.
Pravi razvoj američke rakete započeo je 1936., kada je istraživač zrakoplovstva i aerodinamičar prof. dr. Theodore Karman u Visokoj tehničkoj školi Kalifornije osnovao neku vrst udruženja za istraživanje raketa. Udruženju su pristupili istraživači Frank J. Malina, Hsue-Shen Tsien, A. M. O. Smith, John W. Parsons, Edward S. Forman i Weld Arnold, koji je i financirao prve radove. Glavni cilj te skupine bila je konstrukcija rakete za istraživanje velikih visina. Rad je, međutim, dao mnogo veće rezultate. Istraživači su otkrili čitav niz novih pogonskih sredstava za rakete, stvorili prvu američku pomoćnu raketu za start aviona i izvršili važna istraživanja teorijskih osnova.
Tijekom Drugog svjetskog rata ova je grupa, povezana s Kalifornijskim institutom za tehnologiju, utemeljila "Aerojet Engineering Corporation", raketno poduzeće koje se također bavilo razvojem i proizvodnjom testnih i pomoćnih raketa za uzlijetanje zrakoplova.

### Raketni program Private
Konačno, u siječnju 1944., izrađen je takozvani ORDCIT projekt (engl. Ordinance and California Institute of Technology). U suradnji s američkom vojskom, koja je sponzorirala Jet Propulsion Laboratory, istraživački ogranak Kalifornijskog instituta za tehnologiju, ta je skupina učenjaka pokrenula raketni program Private. Prva raketa koju su izradili bila je "Private A" raketa, dugačka oko 2 metra i pogonjena krutim gorivom. Lansirana je 1. prosinca 1944., kod Leach Springa u Kaliforniji i postigla visinu od oko 15 kilometara. U proljeće 1945. poletjela je kod Fort Blissa u Teksasu još jedna raketa te skupine, opremljena malim krilima i nazvana Private F. 
Sljedeći korak bio je raketa na pogon tekućinama za istraživanje visokih slojeva atmosfere. Budući da je Private najniži čin američke vojske, nova je raketa dobila ime Corporal. Njezin puni naziv glasio je kasnije WAC Corporal (engl. Without Any Control). U razvoj ove rakete uključio se i prof. Goddard, baveći se odabirom prikladnog goriva (anilin, umjesto dušične kiseline i benzina). Prva WAC Corporal raketa dosegla je 26. rujna 1945. na White Sands Proving Groundsu u Novom Meksiku visinu od čak 70 kilometara. Bila je dugačka 6,5 metara, imala promjer 60 cm i sadržavala tri repna stabilizatora. Sastojala se od prvog stupnja na kruto gorivo nazvanog "Tiny Tim" (ratna zrakoplovna raketa) koji je mogao proizvesti potisak od 23 000 kg (230 KN), te Aerojetov drugi stupanj koji je imao potisak od oko 700 kg (7 000 N). 
Do Drugog svjetskog rata, uvjeti u SAD-u nisu bili osobito povoljni za početak svemirske ere. Aktivnosti kao što su znanstvena istraživanja mogle su se razvijati jedino u privatnim institucijama poput sveučilišta, zaklada i specijaliziranih udruženja. Specifični ugovori s državom mogli su se sklopiti tek kada je već potvrđena vrijednost određenog područja istraživanja. Drugi svjetski rat označio je prekretnicu. Znanstvenici i proizvođači bili su mobilizirani pod pritiskom okolnosti i osnovane su nove vladine strukture. U tom kontekstu vojne su strukture ponijele najveći teret, pa su lansirne aktivnosti i nakon rata ostale pod direktnom vojnom kontrolom. 

### Bumper-Wac rakete
Ratna mornarica SAD-a (engl. US Navy), Zrakoplovstvo (od 1947. US Air Force) i Vojska (US Army) razvijale su svoje zasebne raketne i balističke programe, a razvoj dalekometnog oružja imao je prioritet. No, neposredno nakon Drugog svjetskog rata tomu još uvijek nije bilo tako. Zrakoplovstvo je dobilo privilegiranu poziciju u razvoju dalekometnih projektila (MX-774 program), ali se odlučilo za razvoj bombardera. Mornarica se u početku pretežno orijentirala na znanstveno istraživanje gornjih slojeva atmosfere, a tek je vojska integrirajući von Braunov tim i njemačke V-2 rakete, nastavila istinski razvijati dalekometne projektile. 
Nakon što su došli na američko tlo, njemački su raketni stručnjaci dobili zadaću da upoznaju osoblje američke vojske i poduzeća General Electric s karakteristikama i načinom rukovanja golemim V-2 raketama, kako bi im mogle poslužiti kao podrška u istraživanju velikih visina i razvoju naprednih balističkih oružja. Prvi statični test motora njemačke V-2 rakete na teritoriju SAD-a zbio se sredinom ožujka, a prvo lansiranje sredinom travnja 1946. Rana V-2 istraživanja koristila su rakete isključivo njemačkog dizajna, no američka poboljšanja uvedena su već 1947., uključujući povećanje V-2 rakete za oko 1,5 m radi povećanja prostora za koristan teret. Druga važna modifikacija bilo je dodavanje drugog stupnja. Osam V-2 raketa bilo je opremljeno WAC Corporal raketama kao drugim stupnjem, a rezultirajuće lansirno vozilo nazvano je Bumper-Wac. Prvih pet Bumper-Wac raketa lansirano je iz White Sands Proving Grounda, u Novom Meksiku, s ciljem postizanja što veće visine. 
24. veljače 1949. drugi je stupanj pete u seriji Bumper-Wac rakete letio tako visoko da je postao prvi ljudskom rukom načinjen objekt lansiran u svemir. Nedugo nakon toga, Bumper-Wac testiranja premještena su u novootvoreni Long Range Proving Ground u Cape Canaveralu, koji ima mnogo veći slobodni prostor za lansiranje jer se nalazi na obali Atlantskog oceana. Osma po redu Bumper-Wac raketa postala je prva raketa lansirana iz Cape Canaverala, 24. srpnja 1950. godine. 
Mornarica je također koristila V-2 rakete za istraživanje visinskih slojeva atmosfere i za razvoj balističkih projektila (u suradnji s vojskom). Budući da je za svoja istraživanja gornjih slojeva atmosfere trebala stabilniju platformu, 1946. je godine razvila "Aerobee" raketu, temeljenu na američkoj WAC Corporal raketi i "Viking" raketu, temeljenu na njemačkoj V-2 raketi. Do kraja 1940-tih, vojna istraživanja balističkih projektila prerasla su također i infrastrukturu postrojenja u Fort Blissu u Teksasu, pa je za nastavak istraživanja odabran Redstone Arsenal u Huntsvilleu, Alabama, karakterističan po obilnim izvorima električne energije iz TVA 27 područja i jednostavanom transportnom pristupu novom dalekometnom testnom poligonu u Cape Canaveralu. Premještaj iz Fort Blissa u Redstone Arsenal obavljen je između travnja i studenog 1950. godine. U Huntsville je došao i cjelokupni von Braunov tim, zajedno s brojnim vojnim i civilnim osobljem i nekoliko stotina zaposlenika General Electrica.

### Vojna baza Redstone Arsenal
Američka je vojska znala da će se zalihe V-2 raketa postupno istrošiti, a uskoro je započeo i Korejski rat, pa je u suradnji s kompanijom General Electric, u okviru dotadašnjeg projekta Hermes, dizajnirala čitav niz novih raketa, koje su do 1952. godine evoluirale u "Hermes C1" trostupni balistički projektil dometa 800 km, koji je iste godine u čast Redstone Arsenala nazvan "Redstone".
Krajem 1955. stvoren je zajednički vojno-mornarički odbor za balističke projektile s ciljem zajedničkog razvoja balističkog projektila srednjeg dometa od 2400 km. Vojni dio tog odbora ili ABMA (engl. Army Ballistic Missile Agency) preuzeo je kontrolu nad Redstone Arsenalom, što je uključivalo i von Braunov tim. Zajednički vojno-mornarički projektil nazvan je "Jupiter". Međutim, istraživanja su pokazala da nestabilni uvjeti na moru čine uporabu tekućih goriva vrlo opasnom, pa se Mornarica krajem 1956. povukla iz Jupiter programa i počela samostalno razvijati vlastite projektile s pogonom na kruto gorivo. Tomu je pogodovalo i izvješće Komisije za atomsku energiju, koja je izjavila da će najkasnije do 1965. biti dostupne malene i lagane nuklearne bojne glave. Iako suradnja između vojske i mornarice nije dugo trajala, bila je plodonosna. 
Razvoj Redstone i Jupiter projektila vodio je direktno k razvoju "Juno I" rakete, koja je 31. siječnja 1958. lansirala prvi američki satelit "Explorer 1" u Zemljinu orbitu. ABMA je također dizajnirala raketne koncepte sve do "Juno V" rakete, koja je bila vrlo nalik "Saturn I" raketi, vitalnim lansirnim vozilom u NASA-inom projektu Apollo. Gorljivo istraživanje i razvoj pri ABMA-i omogućilo je von Braunovom timu da predloži koncepte velikih lansirnih vozila i fantastičnih projekata, poput svemirske postaje i baze na Mjesecu.
Krajem 1956, Wilsonov je memorandum (kasnije opozvan) isključio vojsku iz razvoja balističkih projektila dometa većih od 320 km, a razvoj dalekometnih projektila dodijelio zrakoplovstvu. U lipnju 1957. razvoj dalekometnih projektila preuzeo je Air Force Ballistic Missile Division (AFBMD). Zrakoplovstvo je već nekoliko godina ranije odlučilo da će u okviru novog "Atlas" programa nastaviti razvijati svoj interkontinentalni balistički projektil, temeljen na obustavljenom MX-774 programu. Obilato se koristeći tehničkim podacima i pojedinim članovima vojno sponzoriranog dizajnerskog tima Wernhera von Brauna, zrakoplovstvo je do kraja 1950-tih godina razvilo balistički projektil srednjeg dometa "Thor" (booster Atlas rakete), te interkontinentalne projektile "Atlas" i "Titan" (rezervna varijanta). 
Osvajanje svemira predstavljalo je daljnji korak razvoja. No, postojao je rizik da bi lansiranje satelita koji bi prelijetao druge zemlje, a posebno SSSR, moglo biti protumačeno kao povreda suvereniteta i time prijetnja za nacionalnu i međunarodnu sigurnost. U takvim okolnostima, prijedlog da se lansira satelit u okviru Međunarodne geofizikalne godine ili IGY(engl.  International Geophysical Year) ponudio je interesantnu mogućnost. Iako zbog tehničkih razloga "Viking" (Vanguard) raketa nije bila najbolji izbor, bila je dizajnirana za znanstvena istraživanja i to je označilo civilni karakter projekta. 
Kada je Sovjetski Savez, 4. listopada 1957. lansirao prvi umjetni satelit "Sputnik 1", bio je to za SAD veliki šok i poticaj za ponovno uspostavljanje američkog ugleda u svjetskim poslovima i u svijesti vlastite javnosti. To je pokrenulo novo razdoblje u razvoju inovativne svemirske tehnologije i pridonijelo utemeljenju institucija koje će se baviti pitanjima vezanima uz svemir.

### Osnivanje NASA-e
29. srpnja 1958. osnovana je NASA (engl. National Aeronautics and Space Administration) s ciljem osiguranja da mirotvorno istraživanje svemira od strane SAD-a provodi civilna, a ne vojna organizacija. Američka je vojska istodobno nastavila voditi svoj paralelni vojni svemirski i raketni program, 1984. godine konačno ujedinjen pod autoritetom Američkog svemirskog zapovjedništva (engl. US Space Command), koristeći se glavnim pripremnim i 
lansirnim područjima u vojnom dijelu Cape Canaverala (Florida) i Vandenberga (Kalifornija). 
NASA je odmah sklopila ugovore s američkom vojskom i njezinim dobavljačima o opskrbi raketama potrebnim za lansiranje civilnih satelita i svemirskih letjelica. Glavna NASA-ina lansirna vozila, uključujući Redstone, Juno, Atlas, Delta (Thor) i Titan rakete, kao i njihovi dodatni gornji stupnjevi Able, Agena i kasniji kriogenički Centaur, uslijedili su direktno iz vojnih programa. NASA je od vojske naslijedila i vojno sponzorirani Jet Propulsion Laboratory (JPL), te ABMA-in dizajnerski tim predvođen Wernherom von Braunom, čija je stručnost za NASA-u bila od vitalne važnosti. 

### Program Mercury
Krajem studenog 1958. pokrenut je pri NASA-i program Mercury, sa zadatkom da se u što kraćem vremenu uputi čovjek u svemir. Uz pomoć Redstone raketa (potiska 35 tona) i Atlas raketa (potiska 166 tona) obavljeno je ukupno devet lansiranja. Prvi američki astronaut u putanji oko Zemlje postao je John Glenn, 20. veljače 1962. (Mercury Atlas MA-6).

### Program Gemini
Program Gemini pokrenut je u siječnju 1962. s ciljem da se razviju komponente i postupci potrebni za ostvarenje budućih, složenijih misija, a posebno Apollo programa. U svemirskom brodu Gemini mogla su se smjestiti dva člana posade. Uz pomoć dvostupanjske rakete nosača Titan II, potiska prvog stupnja 195 tona i drugog stupnja 45 tona, ostvareno je ukupno dvanaest misija.

### Program Apollo
U lipnju 1960., NASA je službeno najavila novi program svemirskih letova s tri člana ljudske posade, (Apollo), čiji je prvobitni cilj bio let oko Mjeseca, a kasnije je proširen i samim slijetanjem na njega. Legendarni govor predsjednika J. F. Kennedyja 25. svibnja 1961. potvrdio je ta nastojanja. Prvo su prema Mjesecu (od listopada 1958. do siječnja 1968.) poslane istraživačke automatske sonde Pioneer 1-4 (rakete nosači Thor i Juno II), Ranger (raketa nosač Atlas-Agena), Surveyor (raketa nosač Atlas-Centaur), Lunar Orbiter (raketa nosač Atlas-Agena D) i Explorer.
Istodobno, u razdoblju od 1959. do 1966. godine lansirane su u interplanetarnu i heliocentričnu putanju sonde Pioneer 4-7 (rakete nosači Thor-Delta, Thor-Able i Juno II), te, od 1962. do 1972, prema Veneri i Marsu sonde Mariner (rakete nosači Atlas-Agena B i D).

##### Saturn V
Izazovan Apollo program zahtijevao je konstruiranje nove, vrlo snažne rakete. NASA je, uz pomoć von Braunova tima, u razdoblju od 1959. do 1967. u tu svrhu razvila golemu raketu Saturn V, sastavljenu od stupnja prvog S-I C, potiska 3 485 tona (kerozin i tekući kisik), drugog stupnja S-II, potiska 528 tona (tekući vodik i tekući kisik) i trećeg stupnja S-IV B, potiska 93 tone. Za početne podorbitne i orbitne letove oko Zemlje razvijene su rakete Saturn I i Saturn I B, po konstrukciji vrlo slične komponentama rakete Saturn V.
Paralelno je razvijan i sam svemirski brod Apollo (komandni i servisni odsjek), koji je imao svoj raketni motor potiska od 9,8 tona, te Mjesečev brod za slijetanje na Mjesec, čiji je upravljivi motor (kardanski zglob) za spuštanje razvijao potisak u rasponu od 476 do 2 760 kg, a motor za uzlijetanje potisak od 1 590 kg. Ovomu treba dodati i brojne male raketne motore sustava za orijentaciju, upravljanje, stabilizaciju i blago ispravljanje putanje (najčešće je njihov pojedinačni potisak iznosio od 20 do 50 kg).
Tijekom priprema za prvi let svemirskog broda Apollo s ljudskom posadom u siječnju 1967, došlo je do požara u kabini, pri čemu je tragično preminula kompletna posada. Nakon izvršenih rekonstrukcija i poboljšanja, u listopadu 1968. izvršen je prvi uspješan let svemirskog broda Apollo oko Zemlje. Krajem prosinca 1968. ostvaren je prvi let svemirskog broda s ljudskom posadom oko Mjeseca. 
Idući glavni cilj bilo je spuštanje i kratkotrajni boravak na Mjesecu. Dva člana posade trebala su se u Mjesečevom brodu spustiti na Mjesec, a treći član ostati u komandno-servisnom odsjeku u njegovoj orbiti. Neil Armstrong, član posade Apollo 11, prvi je čovjek koji je zakoračio na površinu Mjeseca, 21. srpnja 1969, u društvu Edwina Aldrina i Michaela Collinsa.

### Nakon programa Apollo
Iako je sve govorilo da bi idući cilj trebala biti misija na Mars, svemirska postaja u orbiti oko Zemlje i Mjeseca, te baza na Mjesecu bile su određene kao prijelazna faza. Zbog toga je u konceptu postupne ekspanzije k Marsu prvi nužan korak bila izgradnja kompleksa Space Shuttlea i orbitalne svemirske stanice. No, za političke vlasti bilo je to vrijeme za štednju. Bilo je to i vrijeme kada je Amerika sve više tonula u Vijetnamski rat. Iako su bile predviđene još barem tri misije, NASA je nakon lansiranja Apolla 17, krajem 1972, morala prekinuti projekt Apollo, a Post-Apollo Application Programme bio je redefiniran kao troškovno povoljna upotreba postojeće opreme, neiskorištenih Saturn V raketa i Apollo svemirskih brodova.
Istodobno, prekinut je i vojni program orbitalne stanice s ljudskom posadom MOL (engl. Manned Orbital Laboratory), pa je umjesto ovih programa, uz pomoć Saturn-Apollo komponenti, 1973. lansirana manje ambiciozna svemirska stanica Skylab, a 1975. ostvaren (američko-ruski) prijateljski orbitalni susret Apollo-Soyuz. Međutim, Skylab je bio u aktivnoj upotrebi svega oko godinu dana, a zatim je neko vrijeme ostavljen u orbiti čekajući da se izgradi novi Space Shuttle. 

### Pioneer 10 i 11 sonde
Međutim i izgradnja Space Shuttlea je došla u pitanje. No, kako su uskoro trebali biti predsjednički izbori, jednostavno otkazivanje ugovora važnim aerospace kompanijama, koje su, posebno u Kaliforniji, upošljavale velik broj ljudi nije bila opcija, pa je program 1972. ipak prihvaćen i razvijan u kooperaciji NASA-e i američke vojske (zrakoplovstva).
Iako u znatno smanjenom obujmu nego što je planirala, NASA je nastavila s istraživanjima, pa je tako početkom 1972. i 1973. uspjela lansirati čuvene Pioneer 10 i Pioneer 11 sonde (Atlas-Centaur rakete), koje su posjetile Jupiter i Saturn i zatim nastavile, u suprotnim smjerovima, let prema vanjskom dijelu Sunčevog sustava.

### Mariner 10 i Voyager
Krajem 1973. lansirana je i posljednja u seriji sonda Mariner 10 (Atlas-Centaur rakete), prema Veneri i Merkuru. 1975. lansirane su i potom spuštene na Mars sofisticirane Viking 1 i Viking 2 sonde (Titan- Centaur rakete). 1977. godine lansirane su legendarne Voyager sonde (Titan 3E-Centaur rakete) na putu k većini planeta vanjskog dijela Sunčevog sustava, te nakon toga prema međuzvjezdanom prostoru.

### Svemirski transportni sistem (STS) i Space shuttle
Iako je Svemirski transportni sistem (STS) originalno zamišljen kao potpuno reupotrebljivo lansirno vozilo, sustav napokon konstruiran 1981. samo je djelomično reupotrebljiv. Financijska ograničenja dovela su do konstrukcije koja se sastoji od tri zasebna elementa od kojih je samo Space Shuttle u potpunosti ponovno upotrebljiv. Space Shuttle ili Orbiter ima tri glavna kriogenička motora (SSME), ukupnog potiska od 540 tona. Vanjski spremnik (ET) sadrži 2000 m3 tekućeg vodika i kisika potrebnih kao gorivo za glavne motore Space Shuttlea. Odbacuje se na visini od 114 km i ne može se ponovno upotrijebiti. Treći element su dva raketna boostera na kruto gorivo (SRB), koji STS-u daju glavni potisak od ukupno 2950 tona (29,5 MN). Odbacuju se u more uz pomoć padobrana, 120 sekundi nakon lansiranja i mogu se u principu (nakon temeljitog rastavljanja) ponovno upotrijebiti oko 20 puta. Ukupno je izgrađeno šest Space Shuttleova: Enterprise (testni model), Columbia (izgorjela pri ulasku u atmosferu 2003. godine), Challenger (eksplodirao tijekom uzlijetanja 1986. godine), Discovery, Atlantis i Endeavor (zamijenio Challenger).
Unatoč protivljenju vojnih krugova, STS je 1983. proglašen jedinim službenim lansirnim vozilom SAD-a, isključujući iz lansirnog programa konvencionalne rakete. Kako je za NASA-u Shuttle program uvijek bio intimno povezan uz program svemirske stanice i kako je službena politika ponovno počela više pažnje posvećivati svemirskog programu (vjerojatno i zbog vojnoobrambene Strategic Defense Initiative (SDI), tj. ambicioznog "Star Wars"
programa), predsjednik Reagan je 1984. službeno najavio pokretanje programa svemirske stanice Freedom, istodobno pozivajući prijateljske zemlje, posebno Europu, Kanadu i Japan, da se uključe u program. 
Nakon tragedije Space Shuttlea Challenger 1986., letovi STS-a bili su odgođeni sve do 1988., a nove misije su zbog postroženih sigurnosnih mjera, produljenog intervala održavanja (popravljanje zaštitne oplate, korozije motora, i td.) i financijskih razloga (jedan let oko 350 milijuna USD) znatno prorijeđene (ukupno 10 lansiranja godišnje). To nije ostavilo mnogo mjesta za lansiranje komercijalnih satelita, pa je došlo do velike i nagle potražnje za postojećim i novim konvencionalnim lansirnim vozilima.
U srpnju 1989, u povodu 20. obljetnice slijetanja prvog čovjeka na Mjesec, predsjednik Bush (stariji) najavio je novu inicijativu ljudskih istraživanja Mjeseca i Marsa tzv. "Space Exploration Initiative" (SEI), čiji su pojedini dijelovi, nakon raspada SSSR-a i dolaska Clintonove administracije, integrirani u kasniji NASA-in "Discovery" program istraživanja Sunčevog sustava.

### Svemirski teleskop Hubble
Od 1989. ponovno su nastavljena istraživanja Sunčevog sustava. Primjerice, uz pomoć STS-a lansiran je Svemirski teleskop Hubble (HST), a od sredine 1990-tih do danas, poslane su mnogobrojne istraživačke sonde prema Marsu (najčešće pomoću Delta II, a posljednje misije i pomoću Atlas V rakete), asteroidima i kometama, te sunčev promatrač SOHO (ESA-NASA). Velika i sofisticirana sonda Cassini-Huygens, lansirana je 1997. prema Saturnu
uz pomoć snažne "Titan 4 - Centaur" rakete.
Raspadom SSSR-a i završetkom hladnog rata došlo je, nakon razdoblja restrukturiranja, do globalne suradnje u području svemirskih istraživanja, do komercijalizacije i kombiniranja različitih raketnih tehnologija, te izgradnje i planiranja novih lansirnih vozila. Zbog minijaturizacije tehnologije došlo je tijekom 1990-tih do nastanka velikog broja malih lansirnih vozila, poput Pegasusa, Taurusa, Athene, Conestoge, Castora, Aquile i PA 2. Razvijene su i nove verzije srednje teških i teških lansirnih vozila: Delta 2 i 3, Atlas 2 i 3 i Titan 4 (ukupni potisak od 590 tona).
U kolovozu 1994. NASA je započela istraživati novu generaciju reupotrebljivih lansirnih vozila koja je trebala zamijeniti Space Shuttle, višestruko smanjiti troškove i pojednostaviti lansiranja tereta u orbitu oko Zemlje. Ispitivana su dva programa. Prvi, nazvan X-33, istraživao je izvedivost potpuno reupotrebljivog lansirnog vozila (opremljenog Aerospike motorima), kojem bi bio potreban samo jedan stupanj (SSTO) za dostizanje niske orbite
(LEO). Drugi, nazvan X-34, istraživao je koncept dvostupanjskog lansirnog vozila, čiji bi prvi stupanj bio reupotrebljiv. NASA se 2001. godine povukla iz projekta i pokrenula novi SLI (engl. Space Launch Initiative) program, odlučujući da će dio sredstava upotrijebiti za modernizaciju postojećeg Space Shuttlea, a dio u dalja istraživanja reupotrebljivih lansirnih vozila i drugih inovativnih projekata.

### Međunarodna svemirska postaja
U suradnji SAD-a, Rusije, Europe, Japana i Kanade započela je krajem 1998. izgradnja Međunarodne svemirske postaje ili ISS (engl. International Space Station). Započeta kao američki projekt Freedom, potom Alpha, te na kraju ISS gradi se još i danas, opterećena nepredviđenim financijskim, a nakon nove tragedije Space Shuttlea Columbia (koji je izgorio pri ulasku u atmosferu 2003) i tehničkim problemima (zbog nemogućnosti dopreme novih dijelova, opreme i posade).
Od samog početka, 1970-tih godina, koncept Space Shuttlea (STS) i svemirske stanice bio je zamišljen kao dio šireg cilja istraživanja Mjeseca, Marsa i čitavog Sunčevog sistema s ljudskom posadom. U nedostatku takvih ambicioznih programa vrijednost i iskoristivost ovih sustava je bitno smanjena, pa u raspodjeli ograničenih sredstava mnogi znanstvenici daju prednost istraživanjima uz pomoć automatskih sondi, umjesto onih s ljudskom posadom.
Do kraja 2002. lansirane su i prve verzije nove "Delta IV" i "Atlas V" rakete, a njihove teške (Heavy) izvedenice 2004. i 2006. Njihovi prvi stupnjevi (CCB - Common Core Boosteri) integriraju tehnologiju STS-ovog glavnog motora (SSME) i sovjetsko-rusku tehnologiju (varijabilni RD-180 motori) korištenu i u lunarnom N-1 programu, te kod Zenit, Buran i Angara lansirnih vozila. Istodobno je najavljeno da će zbog visokih troškova iz
upotrebe biti povučena Titan 4 raketa.
Zaključno s početkom 2006. godine, u tijeku su i u planu nove misije istraživanja Sunčevog sustava, između ostalog dugo očekivana misija prema Plutonu, ali i nova lansirna vozila i misije s ljudskom posadom. Nakon tragedije Space Shuttlea Columbia (2003.), STS je ponovno vraćen u službu 2005. Idući cilj je do 2010. godine dovršiti izgradnju Međunarodne svemirske postaje (ISS), te do 2014. izgraditi novi svemirski transportni sistem, tzv. "Crew Exploration Vehicle" (CEV), koji bi postupno trebao zamijeniti Shuttle i najkasnije do 2020. godine omogućiti čovjeku povratak i postupnu izgradnju baze na Mjesecu, polažući temelje za eventualna buduća putovanja na Mars i dalje od njega.
Nova generacija svemirskog vozila s ljudskom posadom - Crew Exploration Vehicle (CEV), integrirat će najbolje elemente Apollo i Shuttle programa. Sam svemirski brod bit će oblika svemirskog broda Apollo, samo tri puta veći i mnogo sofisticiraniji, omogućujući putovanje 4 astronauta na Mjesec, u intervalima od minimalno dva puta godišnje. Imat će pogon na tekući metan, što bi moglo omogućiti proizvodnju goriva iz Marsove atmosfere ili čak Mjesečevog tla. Lansirni sistem sastoji se od dvije goleme rakete, temeljene na produljenim komponentama STS-a. Na manjoj raketi sa Zemlje će se lansirati svemirski brod i posada, a na većoj mjesečevo vozilo (Lunar Lander) i stupanj za konačni potisak prema Mjesecu. Cjelokupna misija, najavljena 2004. godine od strane predsjednika Busha (mlađeg) kao "The Vision for Space Exploration", započela je 2008. godine slanjem robotskih sondi na Mjesec i pripremama astronauta na ISS-u.

### Mars Exploration Rovers
Dva marsova rovera; legendarni Spirit i čuveni Opportunity spustili su se na Mars 4. siječnja, odnosno 25. siječnja 2004. Oba su rovera daleko nadmašila svoje planirane misije od 90 marsovskih solova : MER-A Spirit bio je aktivan do 22. ožujka 2010., dok je MER-B Opportunity bio aktivan do 10. lipnja 2018. i drži rekord najduže udaljenost koju je prešlo bilo koje vozilo na kopnu izvan Zemlje. Oba rovera su potvrdila ciljeve misije, a to su: traženje i karakterizacija širokog spektra stijena i regolita koji sadrže tragove prošlosti vodenih aktivnosti na Marsu.

## Poveznice
- Svemirske letjelice
- SOHO
- Spitzer
- Smart 1
- Program Voyager
- Program Mariner
- Mars Exploration Rovers

## Vanjske poveznice
- Službena stranica (engl.)
- NASA Televizija
- NASAcast, NASA Podcasting
- NASA Fotografije  Arhivirana inačica izvorne stranice od 12. studenoga 2010. (Wayback Machine)
- Buduće NASA-ine misije
- NASA Watch - nezavisna stranica
- NASA Spaceflight - nezavisna stranica
- Kako funkcionira NASA
- NODIS: NASA Online informacijski sustav  Arhivirana inačica izvorne stranice od 26. lipnja 2016. (Wayback Machine)